# Picsart
Picsart là một công ty công nghệ có trụ sở tại Miami, Florida, nơi tạo ra bộ ứng dụng chỉnh sửa hình ảnh và video trực tuyến Picsart, cùng với một cộng đồng sáng tạo xã hội. Nền tảng này cho phép người dùng chụp và chỉnh sửa ảnh và video, tạo bằng các lớp và xuất bản các sáng tạo trên Picsart và các mạng xã hội khác. Đây là một trong những ứng dụng phổ biến nhất thế giới, với hơn 1 tỷ lượt tải xuống trên 180 quốc gia

## Lịch sử
Picsart được thành lập vào tháng 10 năm 2011 bởi doanh nhân người Armenia Hovhannes Avoyan, và các lập trình viên người Armenia Artavazd Mehrabyan và Mikayel VardanyanNhững người tạo ra nó đã tạo ra ứng dụng Picsart ban đầu như một công cụ độc lập để hỗ trợ người tiêu dùng chỉnh sửa một hình ảnh duy nhất trên điện thoại của họ và các tính năng khác đã được thêm vào theo thời gian.Ứng dụng PicsArt đầu tiên xuất hiện vào tháng 10 năm 2011 cho các thiết bị Android
Vào tháng 1 năm 2013, Picsart for iOS đã được phát hành cho iPhone. Vào tháng 5, nó đã được phát hành cho iPad. Vào cuối năm 2013, trình chỉnh sửa ảnh Picsart đã có sẵn cho Windows Phone.
Vào tháng 1 năm 2014, Picsart đã có thể truy cập được trên các nền tảng chạy Windows 8.
Tính đến tháng 8 năm 2015, ứng dụng iOS và Android của công ty đã có 250 triệu lượt tải xuống và báo cáo có 60 triệu người dùng hoạt động hàng tháng.
Năm 2016, Picsart đã đạt được 75 triệu người dùng hoạt động hàng tháng
Năm 2017, Picsart đã phát triển Remix Chat, một hệ thống nhắn tin cho phép người dùng chia sẻ ảnh trực tiếp..Công ty cũng đã phát triển một công cụ cho phép cộng đồng người dùng thiết kế và phân phối miễn phí các nhãn dán được cá nhân hóa. Picsart gần đây đã báo cáo có hơn 90 triệu người dùng hoạt động hàng tháng..
Siêu mẫu và nhà từ thiện người Nga Natalia Vodianova đã tham gia Picsart vào tháng 7 để thúc đẩy hoạt động xã hội và hoạt động tích cực trong cộng đồng vẽ tranh Picsart.Vào tháng 10, công ty đã đạt được 100 triệu người dùng hoạt động hàng tháng và bắt đầu thông báo hợp tác với các công ty tiêu dùng lớn và những người nổi tiếng

## Sản phẩm
Picsart cung cấp bốn ứng dụng di động và một bộ công cụ trình duyệt trực tuyến để chỉnh sửa phim và ảnh. Các công nghệ ứng dụng và trang web tạo điều kiện thuận lợi cho hoạt động mạng xã hội.
Bốn ứng dụng bao gồm:
- Picsart Photo & Video Editor - một ứng dụng chỉnh sửa ảnh và video với các công cụ để thêm bộ lọc và các hiệu ứng khác nhau, với tích hợp mạng xã hội. Ứng dụng này được sử dụng miễn phí và cung cấp các giao dịch mua nhãn dán trong ứng dụng và các yếu tố đồ họa khác.[15]
- Picsart Animator - một ứng dụng hoạt hình cho phép tạo video hoạt hình, GIF và các hoạt ảnh khác.[16]
- Picsart Color - một ứng dụng vẽ và vẽ[17]
- Picsart GIF & Sticker Maker - trình tạo GIF và nhãn dán động[18]

Các ứng dụng có sẵn trên các thiết bị di động iOS, Android và Windows.
Các công cụ trình duyệt trực tuyến của Picsart dành cho PC bao gồm chức năng tương tự như ứng dụng Picsart Photo & Video, nhưng được tối ưu hóa cho các trình duyệt web trên PC chạy Windows 8.1 trở lên
Các yếu tố mạng xã hội tích hợp với các ứng dụng và công cụ trang web cho phép người dùng nhận xét, thích và theo dõi người khác bằng các công cụ